# Захарова, Светлана Алексеевна
Светла́на Алексе́евна Заха́рова (21 апреля 1940, Улан-Удэ — 15 июля 2006, там же) — российский писатель-прозаик, поэтесса и журналист. Член Союза писателей СССР (1985). Заслуженный работник культуры Республики Бурятия. Заслуженный работник культуры Российской Федерации (2001).

## Биография
Родилась в 1940 году в городе Улан-Удэ. В 1964 году окончила историко-филологический факультет Бурятского государственного педагогического института им. Д. Банзарова. Работала учителем в сельской школе, в библиотеке, в районной газете Кабанского аймака республики. Позже работала корреспондентом республиканских газет «Молодёжь Бурятии», «Правда Бурятии», в Бурятской государственной телерадиокомпании.
Со студенческих лет пишет стихи, лирические миниатюры, публикуется в печати. Пробует свои силы в различных литературных жанрах, и останавливает свой выбор на жанре рассказа. В 1976 году на Х конференции молодых писателей рассказы Светланы Захаровой были рекомендованы к печати. С 1985 года — член Союза писателей СССР.
Свыше сорока лет Светлана Захарова работала журналистом в различных республиканских изданиях. Её труд отмечен дипломами, грамотами и почётными званиями — заслуженного работника культуры Бурятии и России.

## Творчество
Центральное место в творчестве Светланы Захаровой занимает проблема современности. Затрагиваются социально-психологические темы и жизнь простых советских людей. В 1979 году выходит дебютная книга — сборник рассказов «Праздник первого дождя». В 1984 году — «Пуд соли на двоих». В новой книге Светлана Захарова осталась верна своей теме и своим героям с их поиском смысла жизни, стремлением к счастью, самоотверженностью в любви и материнстве, неприятием мещанства.
Две её первые книги были выпущены Бурятским книжным издательством. Третья книга, «Только одна жизнь», написанная в 1991 году, вышла в свет только в 2007 году, через год после смерти автора.
Отдельное место в творчестве Светланы Захаровой занимают детские произведения — сказки, некоторые из которых опубликованы в двух изданиях:
- «Сказка не кончается». Издательство «Бэлиг», Улан-Удэ, 2002 г.
- «Жил-был король». 2010 г.

На сегодняшний день остаётся много неизданных произведений.